# Benthanoides peruensis
Benthanoides peruensis là một loài chân đều trong họ Philosciidae. Loài này được Gruner miêu tả khoa học năm 1955.